# Štěpán Markovič
Štěpán Markovič (* 27. října 1958) je český saxofonista, skladatel a pedagog.

## Život
Narodil se v Praze, na saxofon začal hrát až v 15 letech, poté když jej uchvátil popis tohoto hudebního nástroje v knize Josefa Škvoreckého. Už v počátcích své muzikantské aktivity byl v kontaktu s tehdy začínajícími muzikanty, jako je např. Jiří Hrubeš či Michal Pavlíček. Věnoval se jazz-rockové hudbě, ovšem jeho zájem o jazzovou improvizaci byl natolik silný, že se na konci sedmdesátých let úplně stáhnul z pódií a začal studovat hudební konzervatoř Jaroslava Ježka. Během studií se setkal s Karlem Velebným, který Markoviče obsadil do známého Velebandu a založil kapelu ESP.
Spolupracoval na koncertech a ve studiu například s Laco Deczim, Laco Troppem nebo Emilem Viklickým. Jako součást All Stars Big Bandu doprovázel v roce 1995 americké hudebníky Raye Charlese, Lizu Minnelliovou a Shirley Bassey na jejich evropském turné.
V roce 1994 v pražském klubu Reduta natočil album „Two President / Jam Session“ s tehdejším prezidentem USA Billem Clintonem, kterého doprovázel při jeho vystoupení. Clinton je znám svou láskou k jazzové hudbě a hře na saxofon, tehdy pro něj Markovič vybral i dar v podobě českého saxofonu značky Amati. Druhý koncert Štěpána Markoviče pro Billa Clintona se uskutečnil v uzavřené společnosti ve Španělském sále Pražského hradu 24.5.2012. Pro tuto příležitost Štěpán Markovič natočil album „Jazz by Stepan Markovic“.
Je pedagogem na Konzervatoři a Vyšší odborné škole Jaroslava Ježka v Praze. Současně se věnuje koncertním projektům. Vystupuje se svými jazzovými kapelami, ve kterých dává příležitost nadějným studentům konzervatoře, rovněž má koncertní projekty s romskými hudebníky (např. Kapela Gulo Čar / Gipsy Groove). Mezi velké příznivce Štěpána Markoviče patří například bývalý prezident České republiky Václav Klaus,[zdroj?] který se stal kmotrem Markovičových čtyř alb.
Na Hradě koncertoval několikrát a patřil k často obsazovaným interpretům festivalu Jazz na Hradě.
Je autorem myšlenky hudebního festivalu Jazz na Karlštejně (2011, 2012), kdy v karlštejnském podhradí pravidelně vytvářel dramaturgii jazzových večerů. V roce 2012 v rámci tohoto projektu vystoupil na podporu prezidentské kampaně Jana Fischera.
Zrealizoval dva hudební večery na statku herce Karla Rodena, tzv. Jazz u Rodena. V roce
2011 zde představil svůj projekt Balkan Dynasty, v roce 2012 zde vystoupil spolu s Laco Deczim.

## Diskografie / Štěpán Markovič
- ESP Štěpána Markoviče – Espresso (1984)
- Jazz Face – Resolution (1994)
- Two Pressidents – Jam Session (1994)
- Štěpán Markovič – Saxtet (2006)
- Štěpán Markovič – Q+Saxtet (2010)
- Štěpán Markovič – Gulo Čar Rhytm (2009)
- Déczi + Markovič – Reunion (2012)
- Štěpán Markovič - Jazz by Stepan Markovic (2012)
- Díky nejen za jazz pane prezidente (2013) - Vydal Multisonic jako záznam koncertu ku příležitosti rozlučkového večera s prezidentem Václavem Klausem